# 기소법정주의
기소법정주의는 기소하기에 충분한 객관적인 혐의가 있을 때는 반드시 기소를 해야만 한다는 주의를 말한다. 기소편의주의에 대응하는 말로, 기소합법주의라고도 한다. 이 주의에서는 공소의 취소도 인정되지 않는다.
독일에서는 기소법정주의를 원칙으로 하고 있으며, 극히 예외적인 경우에 대해 기소편의주의를 택하고 있다. 독일에서는 공소 기관에서 충분한 혐의가 있음에도 기소하지 않는 경우, 법원에 "기소 강제"를 요청할 수 있다. 독일에서도 한국의 재정신청과 마찬가지로 공소 기관에 항소를 한 뒤에야 기소 강제를 요청할 수 있다.

## 같이 보기
- 기소편의주의
- 재정신청